# Bayreuther Premierenbesetzungen der Walküre

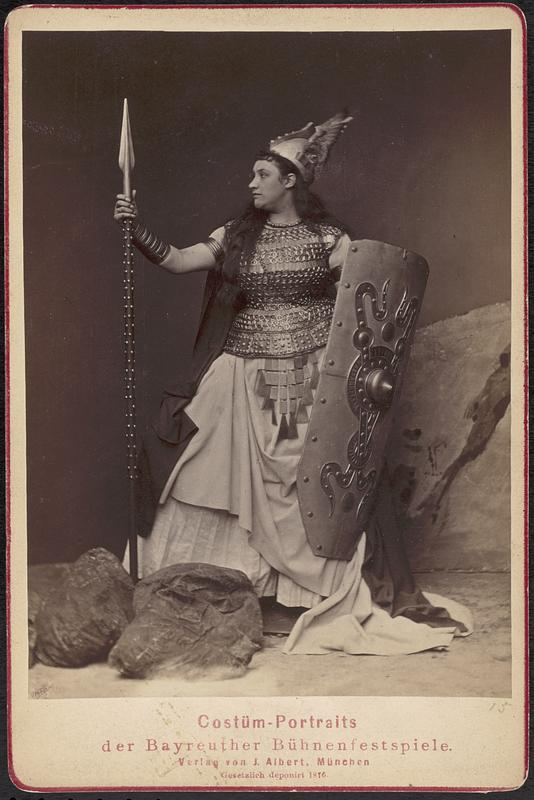
Amalie Materna als Brünnhilde, Bayreuth 1876

Die Bayreuther Premierenbesetzungen der Walküre listen die Mitwirkenden aller Neuinszenierungen von Richard Wagners Die Walküre, dem ersten Tag der Tetralogie Der Ring des Nibelungen, bei den Bayreuther Festspielen.

## Zur Aufführungsgeschichte
Die Uraufführung des Rheingolds erfolgte am 22. September 1869 in München, auf ausdrückliche Anordnung von König Ludwig II. von Bayern. Wagner blieb der Vorstellung demonstrativ fern. Zur Einstudierung der Walküre im folgenden Jahr wurde Wagner vom König gar nicht mehr eingeladen, obwohl er diesmal inständig darum bat.
Die Walküre ist  – neben dem Rheingold – das am häufigsten aufgeführte Teilstück der Tetralogie, einerseits wegen des spektakulären III. Aufzugs mit dem Walkürenritt, andererseits weil immer wieder Ring-Projekte nach Vorabend und erstem Abend abgebrochen werden – wie 1981 die Wiener Ring-Produktion von Filippo Sanjust, das Basler Projekt von Hans Hollmann oder 2005 das Ring-Projekt von Francesca Zambello am Teatro Colón von Buenos Aires. Auch der I. Aufzug beinhaltet einige der populärsten Teilstücke der Tetralogie, beispielsweise das Auffinden des Schwerts Notung – Ein Schwert verhiess mir der Vater – oder die inzestuöse (und ehebrecherische) Liebesszene zwischen den Zwillingsgeschwistern Siegmund und Sieglinde.

## Die Walküre in Bayreuth
In der sechsten Spalte sind die Aufführungszahlen der jeweiligen Inszenierung angegeben. Die angegebene Aufführungszahl beschreibt den Stand bis einschließlich der Saison 2024.
| Erstaufführung, 14. August 1876, Inszenierung: Richard Wagner, Dirigent: Hans Richter, Bühnenbilder: Josef Hoffmann, Kostüme: Carl Emil Doepler                                                                        |                                                                                |                                                         |                                                        |                                                                 |    |  |
| Albert Niemann Josephine Schefsky Joseph Niering | Franz Betz Friederike Grün                                                     | Amalie Materna-Friedrich Lilli Lehmann Marie Haupt      | Marie Lehmann Luise Jaide Antonie Amann                | Minna Lammert Hedwig Reicher-Kindermann Johanna Jachmann-Wagner | 3  |  |
| 1896–1931: Neuinszenierung, Inszenierung: Cosima Wagner, Dirigent: Hans Richter, Felix Mottl, Siegfried Wagner, Ausstattung: Max Brückner, Paul von Joukowsky (1896)                                                   |                                                                                |                                                         |                                                        |                                                                 |    |  |
| Emil Gerhäuser Rosa Sucher Ernst Wachter | Carl Perron Marie Brema                                                        | Lilli Lehmann Johanna Neumeyer Josefine von Artner      | Auguste Meyer Marion Weed Luise Reuss-Belce            | Olive Fremstad Katharina Rosing Ernestine Schumann-Heink        | 41 |  |
| 1933–1942: Inszenierung: Heinz Tietjen, Dirigent: Karl Elmendorff, Ausstattung: Emil Preetorius, Kurt Palm (1933) |                                                                                |                                                         |                                                        |                                                                 |    |  |
| Franz Völker Maria Müller Emanuel List | Rudolf Bockelmann Sigrid Onegin                                                | Frida Leider Marcelle Bunlet Melitta Amerling           | Kirsten Flagstad Enid Szánthó Margery Booth            | Hanna Kerrl Rut Berglund Lilly Neitzer                          | 18 |  |
| 1951–1958: Inszenierung: Wieland Wagner, Dirigent: Hans Knappertsbusch, Bühnenbilder: Wieland Wagner, Kostüme: Ingrid Jorissen (1. August 1951)                                                                        |                                                                                |                                                         |                                                        |                                                                 |    |  |
| Günther Treptow Leonie Rysanek Arnold van Mill | Sigurd Björling Elisabeth Höngen                                               | Astrid Varnay Liselotte Thomamüller Brünnhild Friedland | Eleanor Lausch Elisabeth Höngen Hertha Töpper          | Hanna Ludwig Ira Malaniuk Ruth Siewert                          | 16 |  |
| 1960–1964: Inszenierung: Wolfgang Wagner, Dirigent: Rudolf Kempe, Ausstattung: Wolfgang Wagner, Kostüme: Kurt Palm (27. Juli 1960)                                                                                     |                                                                                |                                                         |                                                        |                                                                 |    |  |
| Wolfgang Windgassen Aase Nordmo Løvberg Gottlob Frick | Jerome Hines Hertha Töpper                                                     | Birgit Nilsson Ingrid Bjoner Gertraud Hopf              | Frances Martin Claudia Hellmann Grace Hoffman          | Dorothea von Stein Margit Kobeck-Peters Ruth Siewert            | 11 |  |
| 1965–1969: Inszenierung: Wieland Wagner, Dirigent: Karl Böhm, Bühnenbild: Wieland Wagner, Kostüme: Kurt Palm (26. Juli 1965)                                                                                           |                                                                                |                                                         |                                                        |                                                                 |    |  |
| James King Leonie Rysanek Martti Talvela | Theo Adam Ursula Boese                                                         | Birgit Nilsson Liane Synek Danica Mastilovic            | Isabella Doran Gertraud Hopf Elisabeth Schärtel        | Margarethe Bence Ursula Boese Lili Chookasian                   | 12 |  |
| 1970–1975: Inszenierung: Wolfgang Wagner, Dirigent: Horst Stein, Ausstattung: Wolfgang Wagner, Kostüme: Kurt Palm (27. Juli 1970)                                                                                      |                                                                                |                                                         |                                                        |                                                                 |    |  |
| Helge Brilioth Gwyneth Jones Karl Ridderbusch | Thomas Stewart Anna Reynolds                                                   | Berit Lindholm Liane Synek Elisabeth Schwarzenberg      | Gildis Flossmann Wendy Fine Inger Paustian             | Aili Purtonen Faith Puleston Sylvia Anderson                    | 17 |  |
| 1976–1980: Inszenierung: Patrice Chéreau, Dirigent: Pierre Boulez, Bühnenbild: Richard Peduzzi, Kostüme: Jacques Schmidt, Licht: Manfred Voss (25. Juli 1976)                                                          |                                                                                |                                                         |                                                        |                                                                 |    |  |
| Peter Hofmann Hannelore Bode Matti Salminen | Donald McIntyre Yvonne Minton                                                  | Gwyneth Jones Katie Clarke Rachel Yakar                 | Irja Auroora Doris Soffel Alicia Nafé                  | Elisabeth Glauser Ilse Gramatzki Adelheid Krauss                | 17 |  |
| 1983–1986: Inszenierung: Peter Hall, Dirigent: Sir Georg Solti, Ausstattung: William Dudley (26. Juli 1983) |                                                                                |                                                         |                                                        |                                                                 |    |  |
| Siegfried Jerusalem Jeannine Altmeyer Matthias Hölle | Siegmund Nimsgern Doris Soffel                                                 | Hildegard Behrens Agnes Habereder Anita Soldh           | Anne Evans Ingrid Karrasch Diana Montague              | Anne Gjevang Ruthild Engert-Ely Anne Wilkens                    | 13 |  |
| 1988–1992: Inszenierung: Harry Kupfer, Dirigent: Daniel Barenboim, Bühnenbild: Hans Schavernoch, Kostüme: Reinhard Heinrich, Licht: Manfred Voss (28. Juli 1988)                                                       |                                                                                |                                                         |                                                        |                                                                 |    |  |
| Peter Hofmann Nadine Secunde Matthias Hölle | John Tomlinson Linda Finnie                                                    | Deborah Polaski Eva-Maria Bundschuh Eva Johansson       | Lia Frey-Rabine Silvia Herman Linda Finnie             | Hebe Dijkstra Uta Priew Hitomi Katagiri                         | 16 |  |
| 1994–1998: Inszenierung: Alfred Kirchner, Dirigent: James Levine, Ausstattung: Rosalie, Licht: Manfred Voss (27. Juli 1994)                                                                                            |                                                                                |                                                         |                                                        |                                                                 |    |  |
| Poul Elming Tina Kiberg Hans Sotin | John Tomlinson Hanna Schwarz                                                   | Deborah Polaski Frances Ginzer Anna Linden              | Mary Lloyd-Davies Violeta Urmana Dalia Schaechter      | Hebe Dijkstra Birgitta Svendén Mette Ejsing                     | 16 |  |
| 2000–2004: Inszenierung: Jürgen Flimm, Dirigent: Giuseppe Sinopoli, Choreinstudierung: Eberhard Friedrich; Bühnenbild: Erich Wonder, Kostüme: Florence von Gerkan (27. Juli 2000)                                      |                                                                                |                                                         |                                                        |                                                                 |    |  |
| Plácido Domingo Waltraud Meier Philip Kang | Alan Titus Birgit Remmert                                                      | Gabriele Schnaut Eva Rydén Ricarda Merbeth              | Iréne Theorin Judit Nemeth Jane Irwin                  | Yumi Koyama Annette Jahns Johanna Duras                         | 16 |  |
| 2006–2010: Inszenierung: Tankred Dorst, Dirigent: Christian Thielemann, Choreinstudierung: Eberhard Friedrich; Bühnenbild: Frank Philipp Schlößmann, Kostüme: Bernd Ernst Skodzig (26. Juli 2006)                      |                                                                                |                                                         |                                                        |                                                                 |    |  |
| Endrik Wottrich Adrianne Pieczonka Kwangchul Youn | Falk Struckmann Michelle Breedt                                                | Linda Watson Iréne Theorin Satu Vihavainen              | Amanda Mace Martina Dike Wilke te Brummelstroete       | Alexandra Petersamer Annette Küttenbaum Janet Collins           | 16 |  |
| 2013–2017: Inszenierung: Frank Castorf, Dirigent: Kirill Petrenko, Bühnenbild: Aleksandar Denić, Kostüme: Adriana Braga Peretzki, Licht: Rainer Casper, Video: Andreas Deinert, Jens Crull (27. Juli 2013)             |                                                                                |                                                         |                                                        |                                                                 |    |  |
| Johan Botha Anja Kampe Franz-Josef Selig | Wolfgang Koch Claudia Mahnke                                                   | Catherine Foster Christiane Kohl Allison Oakes          | Dara Hobbs Claudia Mahnke Julia Rutigliano             | Alexandra Petersamer Geneviève King Nadine Weissmann            | 20 |  |
| 2022−: Inszenierung: Valentin Schwarz, Dirigent: Cornelius Meister, Bühne: Andrea Cozzi, Kostüme: Andy Besuch, Licht: Reinhard Traub, Dramaturgie: Konrad Kuhn (COVID-19-bedingt verschoben, Premiere: 1. August 2022) |                                                                                |                                                         |                                                        |                                                                 |    |  |
| Klaus Florian Vogt Lise Davidsen Georg Zeppenfeld | Tomasz Konieczny (2. Aufzug)/ Michael Kupfer-Radecky (3. Aufzug) Christa Mayer | Iréne Theorin Daniela Köhler Kelly God                  | Brit-Tone Müllertz Stéphanie Müther Stephanie Houtzeel | Katie Stevenson Marie Henriette Reinhold Christa Mayer          | 8  |  |